# 时间领主
時間領主（英語：Time Lord），又譯為時間之王，是英國長青科幻電視劇《異世奇人》中已滅絕的虛構外星人群體，主角「博士」即為其中一員。時間領主因他們可以操作時間穿越技術而得名。

## 歷史
時間領主們在早期歷史中有一名叫Omega的科學家，他發明了可以控制時間能量來進行時間旅行的手段。
在終末時間之戰時，時間領主們與他們的母星Gallifrey被毀滅，只有博士一人倖存。

## 重生
時間領主可以在他們的身體嚴重損毀或老化嚴重（即死亡）時進行「重生」，一個時間領主的重生次數為12次（消耗完可由其他時間領主或時間裂缝給予回復）。重生後的外貌與性格通常會和重生前當下的情況完全不一樣（等於變成另一個人），但原有的記憶會保留。
時間領主重生前的徵兆為雙手發出光芒，此時若藉由意志抑制重生反應，則身體狀況會暫時性恢復（身上外傷則會完全恢復），但時間領主若未能在限定時間內完成重生動作，則會完全死亡。

## 政治
時間領主接受時間領主高階會議（the High Council of Time Lords）的管束，大統領（Lord President）是他們的領導者。

## 已知時間領主
- 博士[4]
- Azmael，被博士稱為「史上最好的老師」。[5]
- Jenny，博士的女兒（嚴格來說不算時間領主，她只有時間領主的生理結構，例如兩顆心臟，但不能重生，在博士之女她是靠源氣復活的，而非重生的能量，她也沒有時間領主共享知識的能力）。
- Master，中譯法师（英语：The Master (Doctor Who)）或大師，博士的對手。在新系列S3-11～13出現，後重生為Missy，在S8中作為幕後黑手的定位出現，在S9中則不時出現。